# ドナルドの腕白教育
『ドナルドのわんぱく教育』または『ドナルドの腕白教育』（ドナルドのわんぱくきょういく、原題：Donald's Nephews）は、ウォルト・ディズニー・プロダクション（現：ウォルト・ディズニー・カンパニー）が制作したアニメーション短編映画作品。

ドナルドダック・シリーズの第6作である。
ドナルドダックの短編映画シリーズの一作品。先行して新聞漫画で初登場していたヒューイ・デューイ・ルーイのスクリーンデビュー作である。

## あらすじ
ドナルドのもとに、双子の妹のダンベラから「天使のようなあなたの甥たち3人が遊びに行きます」という内容の手紙が届く。家のベルが鳴り、期待して扉を開けるドナルドだったが、現れたのは三輪車のまま家の中に突入し走り回る、なんとも腕白な子供たちだった。
家の中の置き物が壊れるのも構わず暴れる3人に頭を抱えるドナルドだったが、傍に落ちていた「今時の子供のしつけ方」という本に、暴れる子供を静めるには音楽を聞かせるのがいいという記述を見つける。それに従ってドナルドがピアノを弾き始めると、3人は暴れるのをやめ、楽器を持ち一緒に演奏し始めた。うまくいったと思ったドナルドだったが、間もなく3人は楽器を使って遊び始めてしまう。さんざんドナルドを手こずらせたあげく、3人はドナルドに嘲笑を浴びせながら三輪車で去っていった。ドナルドは怒って、子供のしつけの本を破り捨てる。

## その他
ドナルドがピアノで弾いていた曲は、マザー・グースの童謡『Pop! goes the weasel（イタチが跳んだ）』。

## スタッフ
- 製作：ウォルト・ディズニー
- 脚本：カール・バークス、ジャック・ハンナ 他
- 音楽：オリバー・ウォレス
- 作画：ジャック・ハンナ、エド・ラヴ 他
- 監督：ジャック・キング

## 登場キャラクター
| キャラクター   | 原語版               | 旧吹き替え版 | 新吹き替え版 |
| -------------- | -------------------- | ------------ | ------------ |
| ドナルドダック | クラレンス・ナッシュ | 関時男       | 山寺宏一     |
| ヒューイ       | クラレンス・ナッシュ | 土井美加     | 坂本千夏     |
| デューイ       | クラレンス・ナッシュ | 後藤真寿美   | 坂本千夏     |
| ルーイ         | クラレンス・ナッシュ | 後藤真寿美   | 坂本千夏     |

## 日本での公開

### 収録
- 『ドナルド ザ・グレーテストヒッツ』（VHS、ブエナ・ビスタ・ホーム・エンターテイメント、新吹き替え版） - 『ドナルドの腕白教育』のタイトルで収録。
- 『ドナルドダック・クロニクル Vol.1 限定保存版』（DVD、ブエナ・ビスタ・ホーム・エンターテイメント、新吹き替え版） - 『ドナルドの腕白教育』のタイトルで収録。